# Okręg zachodni Kościoła Zielonoświątkowego w RP

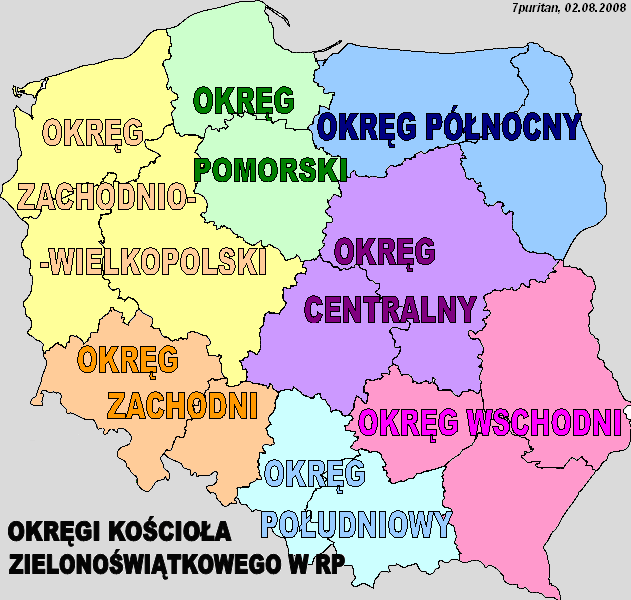
Okręgi Kościoła Zielonoświątkowego w RP

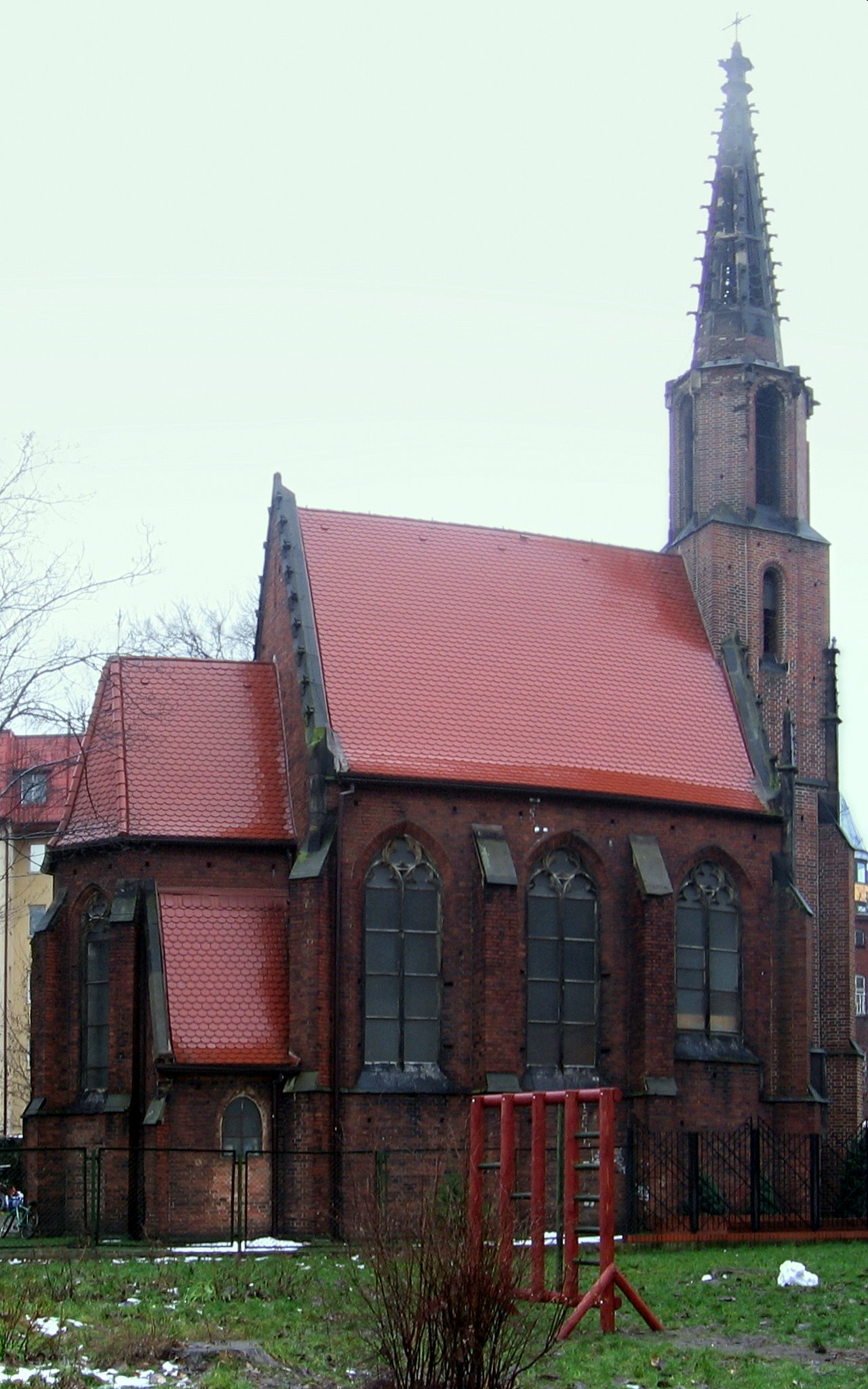
Zbór KZ we Wrocławiu

Okręg zachodni – jeden z siedmiu okręgów Kościoła Zielonoświątkowego w RP, obejmujący województwa: dolnośląskie i opolskie. Okręg liczy 48 zborów. Prezbiterem okręgowym okręgu zachodniego jest pastor Mirosław Szatkowski.

## Zbory

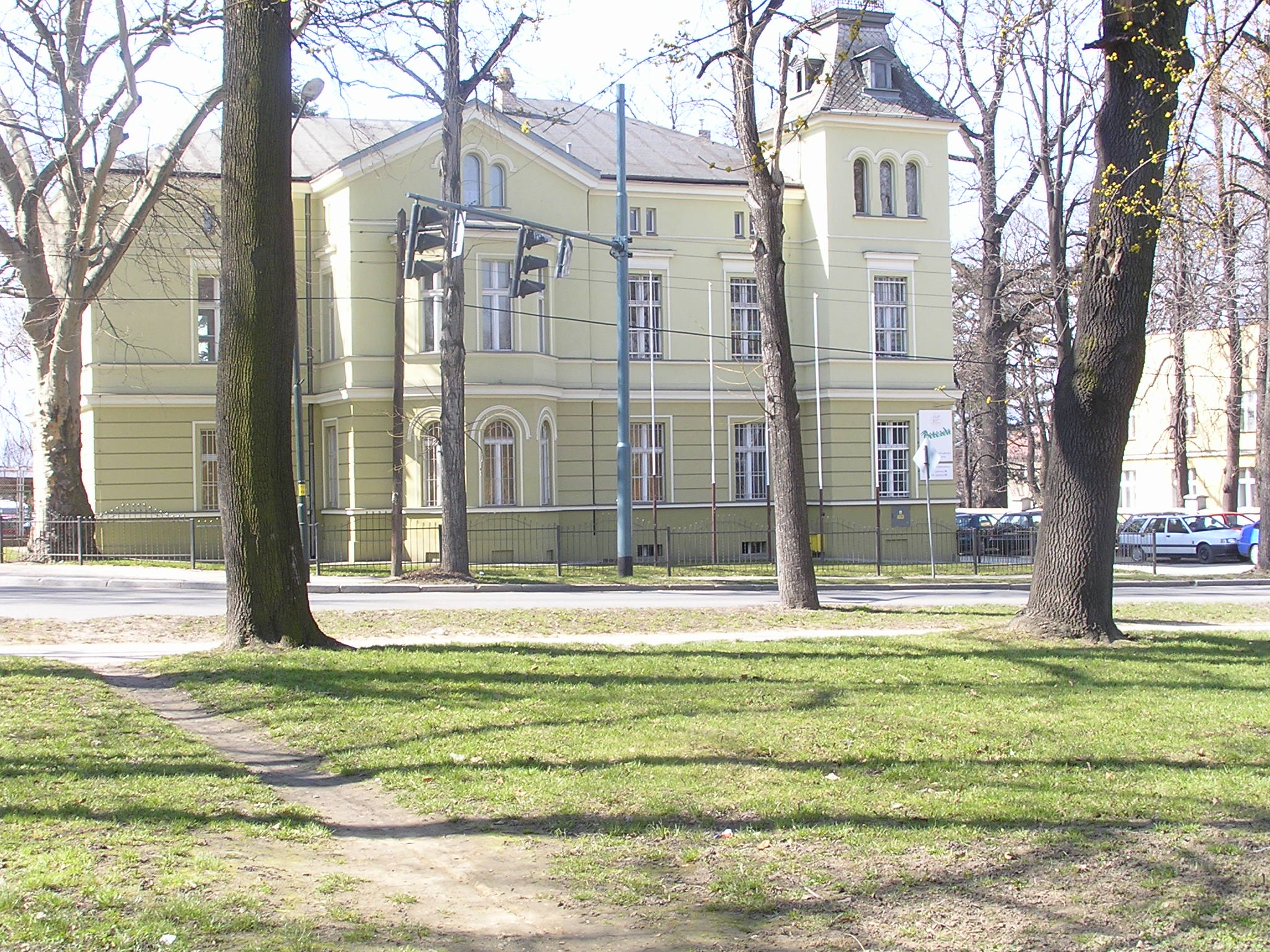
Zbór w Dzierżoniowie

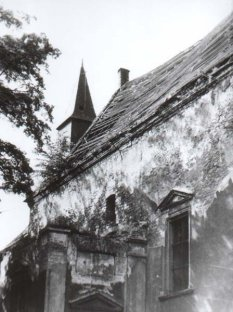
Zbór w Świdnicy

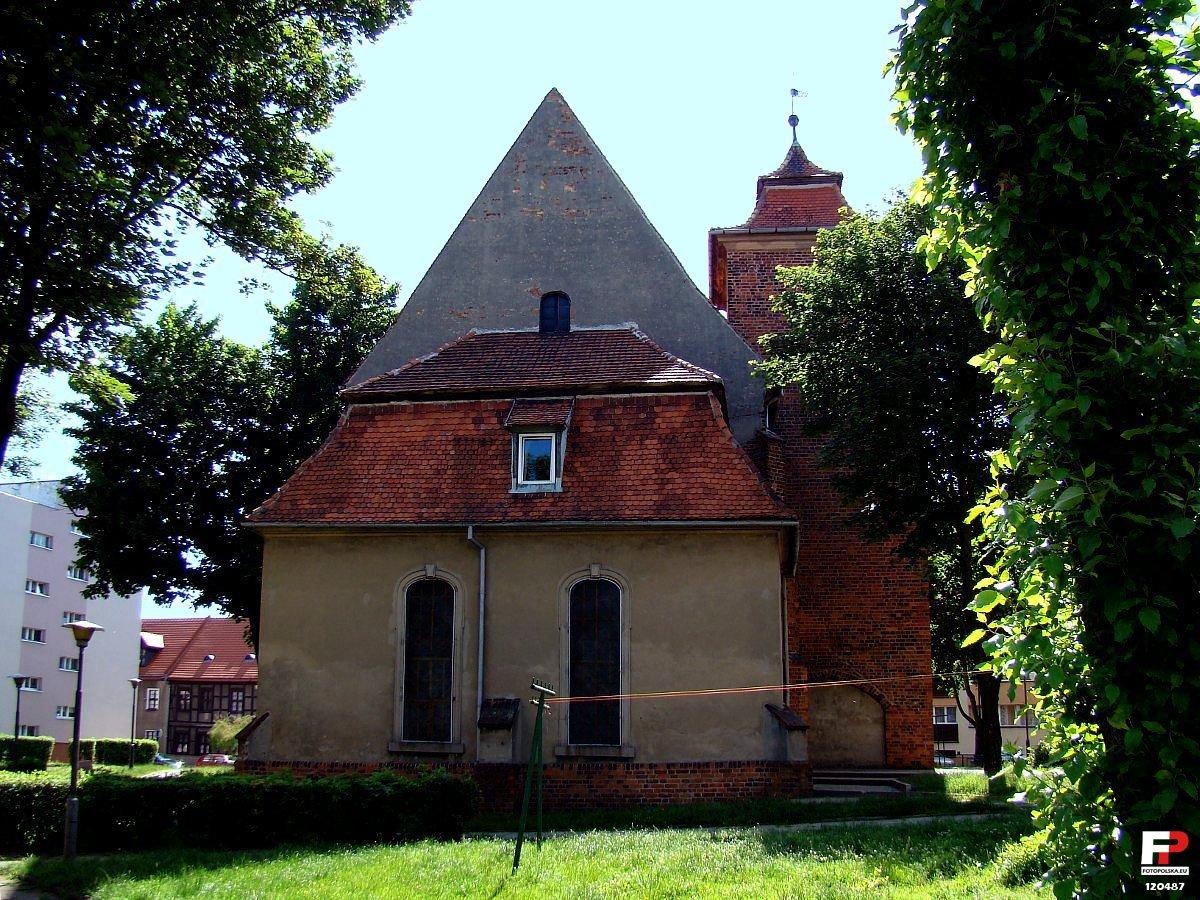
Zbór w Oleśnicy

Lista zborów okręgu zachodniego (w nawiasie nazwa zboru):
- zbór w Bielawie
- zbór w Bogatyni
- zbór w Bolesławcu („Dobra Nowina”)
- zbór w Brzegu („Chrześcijańska Społeczność”)
- zbór w Dzierżoniowie („Betezda”)[1]
- zbór w Głogowie („Dobra Nowina”)
- zbór w Głogowie („Centrum Ewangelii”)
- zbór w Głogowie („Słowo Życia”)
- zbór w Głubczycach („Betel”)
- zbór w Gryfowie Śląskim
- zbór w Janowicach Wielkich
- zbór w Jarocinie
- zbór w Jaworze („Filadelfia”)
- zbór w Jeleniej Górze
- zbór w Kamiennej Górze („Jeruzalem”)[2]
- zbór w Kędzierzynie-Koźlu
- zbór w Kietrzu („Betlejem”)
- zbór w Kluczborku[3]
- zbór w Kłodzku („Chrześcijańskie Centrum Arka”)
- zbór w Kudowie Zdroju
- zbór w Legnicy („Anastasis”)
- zbór w Lubaniu Śląskim („Filadelfia”)
- zbór w Lubinie
- zbór w Lwówku Śląskim („Betania”)
- zbór w Namysłowie („Kanaan”)
- zbór w Nysie[4]
- zbór w Oleśnie („Kanaan”)
- zbór w Oleśnicy
- zbór w Oławie
- zbór w Opolu („Ostoja”)
- zbór w Pieszycach
- zbór w Prudniku („Syloe”)
- zbór w Sobótce
- zbór w Strzegomiu („Salem”)
- zbór w Szprotawie
- zbór w Świdnicy
- zbór w Świebodzicach
- zbór w Wałbrzychu[5]
- zbór w Wierzbicy Dolnej
- zbór w Wołczynie
- zbór we Wrocławiu („na Miłej”)
- zbór we Wrocławiu („Antiochia”)[6]
- zbór we Wrocławiu („Kierunek")[7]
- zbór we Wrocławiu („Społeczność Chrześcijańska we Wrocławiu")[8]
- zbór w Ząbkowicach Śląskich („Chrześcijańska Społeczność”)[9]
- zbór w Zdzieszowicach („Nadzieja”)
- zbór w Zgorzelcu („Arka”)